# Ziua
Ziua a fost un ziar din România care și-a încheiat activitatea jurnalistică în ianuarie 2010. 
Grupul de Presă „Ziua” s-a dezvoltat în jurul cotidianului cu același nume, fondat în 1930 și reapărut în anul 1994 sub conducerea lui Sorin Roșca Stănescu.
La un an de la relansarea ziarului, Stănescu și Dinu Patriciu înființează o tipografie proprie pentru cotidian, Ana Maria Press SRL.
În anul 1996 Ziua a înființat prima ediție locală, Ziua de Vest, urmată la scurt timp de Ziua de Iași, Ziua de Cluj, Ziua de Constanța și, mai târziu, de Ziua de Hunedoara și Ziua de Brașov. 
La începutul anului 1996, Ziua a lansat în premieră în România ediția online a cotidianului național, și trei ani mai târziu prima ediție internațională - Ziua U.S.A. pentru românii din SUA și Canada.
A fost primul cotidian românesc care s-a lansat pe Internet.
Dezvoltarea sa a continuat cu inaugurarea în 1995 a propriei tipografii Ana Maria Press, a unei rețele de distribuție și a propriei case de editură.
Echipa de editorialiști a ziarului cuprindea printre alții pe Sorin Roșca Stănescu, Victor Roncea, Miruna Munteanu, Ioan Grosan, Dan Ciachir, Ion Spânu, Dan Pavel, Zoe Petre, Eugen Simion etc.
După mai multe schimbări de acționari, ziarul a ajuns sub controlul lui Sorin Ovidiu Vântu.
Vânzările ziarului se situau la 48.534 de exemplare pe ediție în anul 2000.
Prin comparație, în anul 2009, tirajul vândut este mai mic cu 76%.
La data de 5 ianuarie 2010, conducerea ziarului a anunțat că ultima ediție tipărită va fi cea din 7 ianuarie. La 30 ianuarie a fost sistată și apariția online.
La data de 7 ianuarie 2010 ziarul ZIUA și-a încetat apariția.
Un grup de foști jurnaliști de la Ziua au înființat, tot în ianuarie 2010, publicația online Ziua Veche.

## Dezvăluiri și acuzații
Politica editorială a cotidianului, după relansarea din 1994, a fost de a publica articole despre președintele Ion Iliescu, în care se făcea legătura dintre studiile făcute la Moscova, ale liderului politic, și o posibilă recrutare de către serviciile KGB-ului.
În urma acestor articole considerate calomnioase, Sorin Roșca Stănescu a fost dat în judecată, dar achitat în 1997.
În anul 2009, Stănescu l-a dat în judecată pe președintele Traian Băsescu pentru afirmații calomnioase la adresa sa.
Acțiunea juridică este în curs.
Între dezvăluirile celebre, se include și acuzația despre plagiatul lui Gabriel Liiceanu din Martin Heidegger, autor Ion Spânu, și Afacerea Humanitas cu editorialul "Profitorul tuturor regimurilor", autor Victor Roncea, care a dus la un proces al scriitorului cu Ziua, proces pe care scriitorul și patronul Humanitas l-a pierdut.
Printre dezvăluirile de mare impact ale cotidianului ZIUA se numără și stenogramele PSD publicate de Editura Ziua în 3 volume.